# 領展房地產投資信託基金

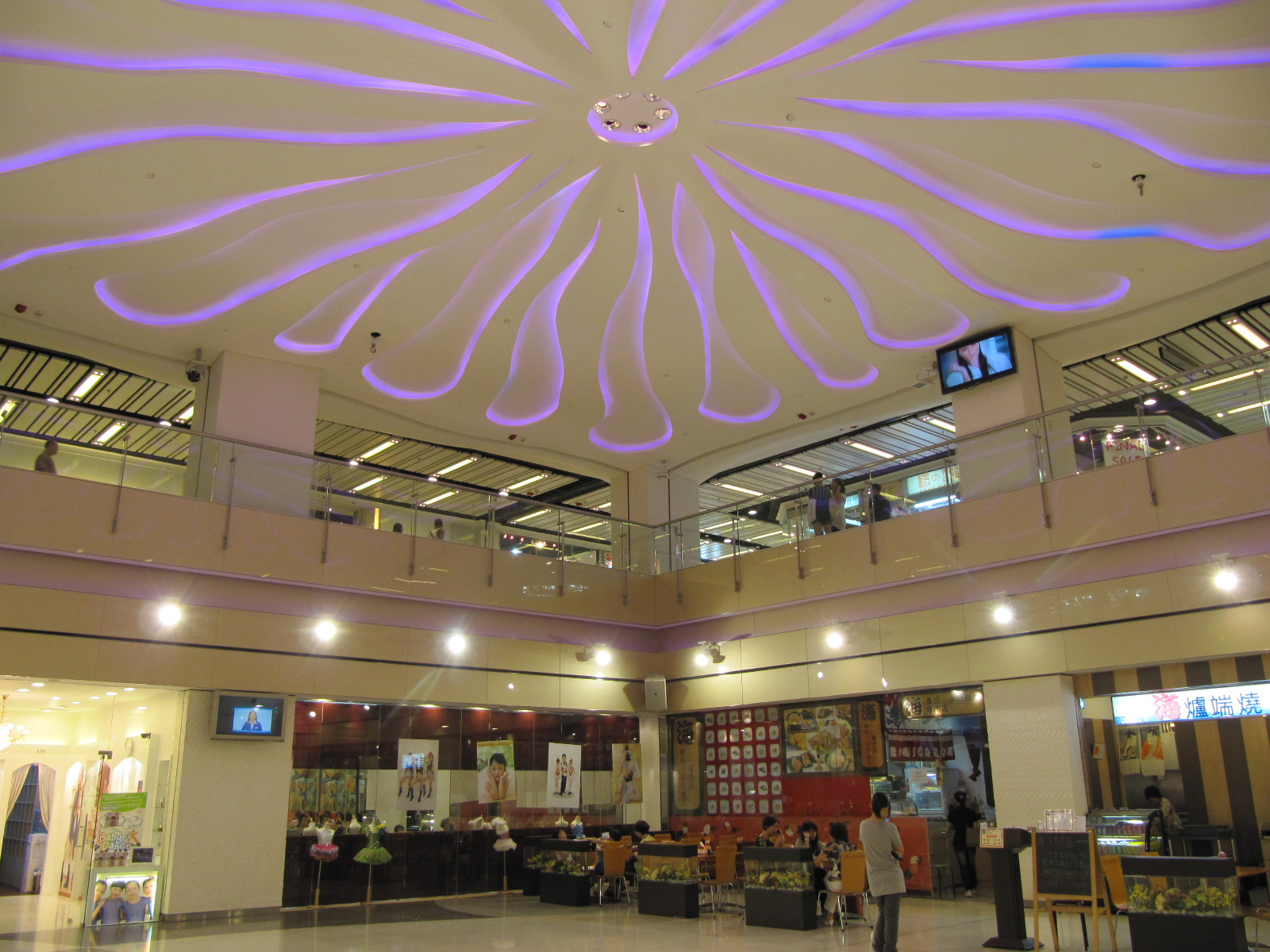
南豐廣場商場部份是領展首個私人商場收購項目

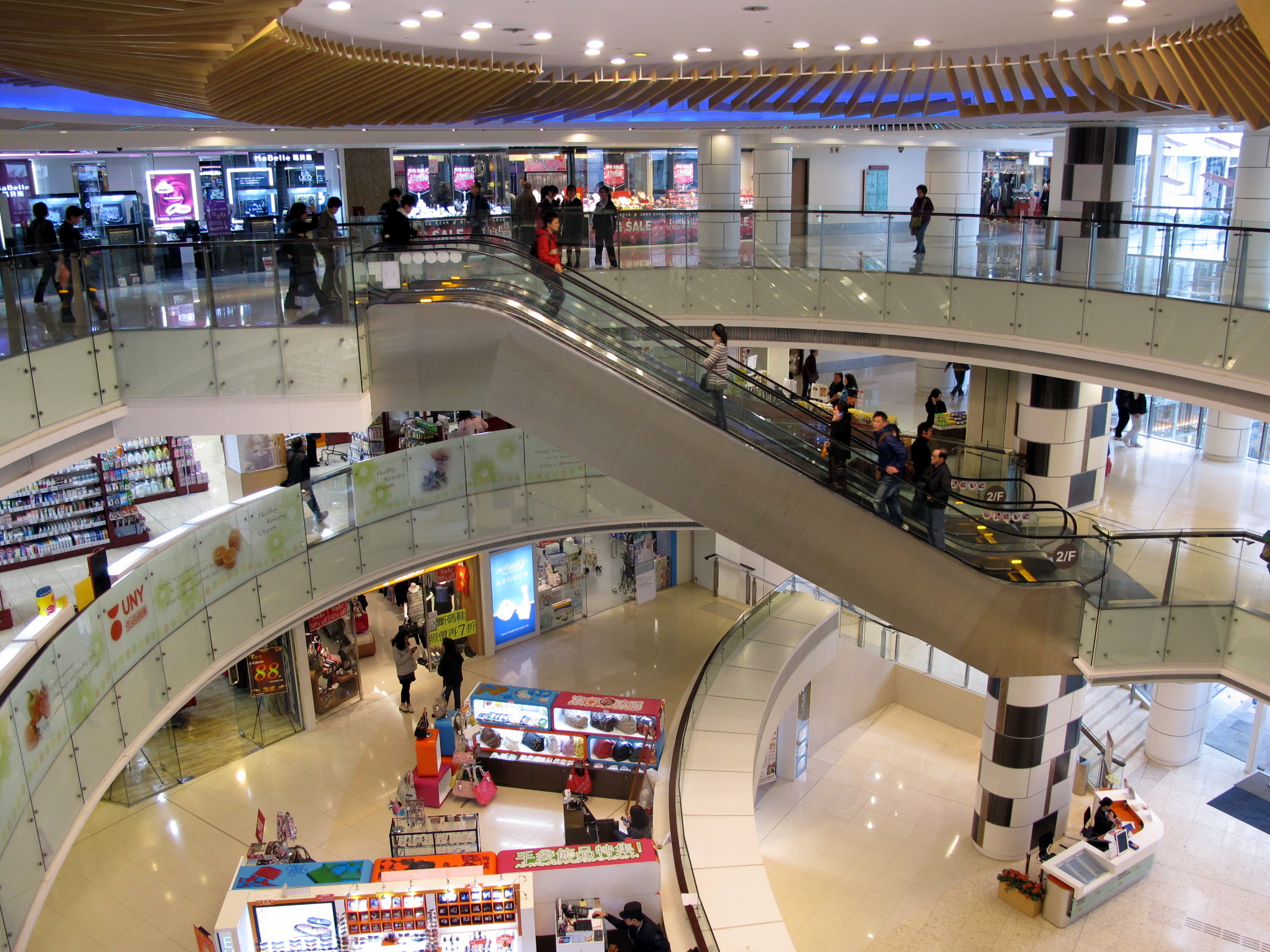
樂富廣場是領展旗下的重點商場之一

領展房地產投資信託基金（英語：Link Real Estate Investment Trust，港交所：823），簡稱領展（Link），是香港首家上市及最大型的房地產投資信託基金。2015年8月19日以前稱領匯房地產投資信託基金，簡稱領匯。

## 營運概況
由於領展資產管理有限公司擔任管理人，基金單位全數由私人（個人或機構）投資者持有之故，香港政府並無持有任何權益。領展旗下物業組合遍及香港、北京、上海和廣州，包括於香港有約900萬平方呎零售物業、約61,000個泊車位，以及一個發展中項目，並於中國內地有約276萬平方呎零售及辦公室物業。
領展於2005年11月25日在香港交易所上市，是香港首家上市及最大型的房地產投資信託基金。以市值計算，領展房地產投資信託基金是現時亞洲地區最大型房地產投資信託基金，亦是全球以零售為主最大的房地產投資信託基金之一。

### 投資策略
領展投資和管理可獲取持續回報、位處香港及中國內地一線城市的零售和商業物業（不包括酒店及服務式住宅）。自2015年1月起，領展採取涵蓋六大增長動力的業務拓展策略，包括資產提升、資產管理、資產收購、資產出售、物業發展及物業重建；業務模式帶來全面的增長原動力，包括：
- (a) 為有潛力提升收入的物業進行資產優化；
- (b) 為整個物業組合進行資產管理；
- (c) 收購收入及資本均具增長潛力之優質資產；
- (d) 透過出售非核心資產，使資金得以循環投資；
- (e) 設計、建造及持有物業發展項目；及
- (f) 重建現有物業，以達致長遠可持續增長。

領展近年積極擴展內地版圖，王國龍接受訪問時提到，內地項目的成本收益率超過5%，增長及回報潛力較本港優勝，料成領展業務增長引擎，繼續留意大灣區內廣州及深圳的發展機會。領展去年已決定增加內地投資比重，由佔資產值最多12.5%提升至20%，2019年2月深圳商場交易完成後，內地資產佔領展總資產值約13.1%。
領展首席策略總監丘兆祺接受經濟日報訪問時表示無論是香港或是內地市場，都會尋求發展空間。內地主要集中在一綫城市，包括廣州、深圳、上海及北京。因為一綫城市經濟發展理想，中產收入不俗，會花費出街食飯睇戲、會花錢讓小朋友補習，這種消費模式正是我們想要。至於物業質素也不能忽視，買入內地商場，我們都會傾向size（樓面）大些，就好像香港樂富廣場、黃大仙中心、將軍澳厚德商場，因為商場大些，效益會高些，所以傾向買較大的商場。

### 資產提升計劃

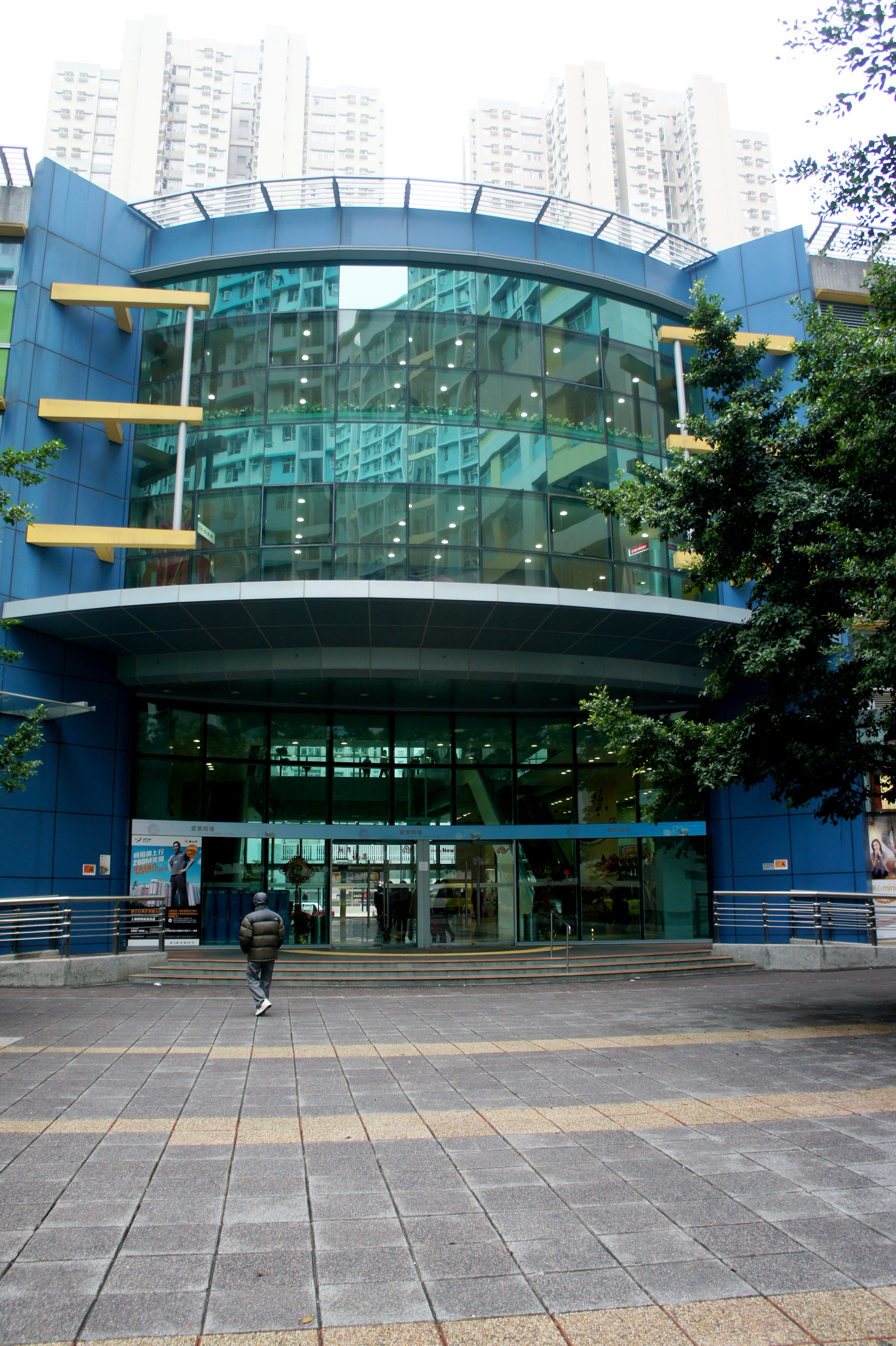
愛東商場

領展自2005年上市後，一直透過資產提升工程，發揮物業的潛力，有關工程涵蓋硬件配套、商戶組合、顧客服務及推廣活動等多個範疇。截至2013年12月，領匯完成33個資產提升項目。
預計2018年年底前，將有42個項目完成資產提升，包括：
興華廣場、利東商場、小西灣廣場、赤柱廣場、竹園廣場、海富商場、樂富街市、樂富廣場、愛民廣場、秀茂坪商場、德田廣場、黃大仙中心北館、慈雲山中心、元州商場、黃大仙中心南館、何文田廣場、蝴蝶廣場、長發廣場、彩明商場、彩雲商場、彩園廣場、T Town、頌安商場、富東廣場、H.A.N.D.S、TKO Gateway、葵芳廣場、瀝源廣場、良景廣場、朗屏商場、美林商場、明德商場、沙角商場、尚德廣場、新翠商場、隆亨市集、太和廣場、大元街市、天盛商場、天瑞商場、天耀廣場、青衣商場、華心商場、禾輋廣場及耀安商場。

#### 都會商場
為加強組合管理，並提升營運效益及配合品牌形象，領展於2015年將香港核心物業組合重新分類為三個組別，包括6個「都會」級商場，即達10萬方呎的大商場；其次有38個中型的「匯坊」級商場，以及86個較細的「鄰里」商場，領展將按不同組別而分配資源。都會商場包括樂富廣場、赤柱廣場、黃大仙中心、TKO Gateway、彌敦道700號及T Town。

### 主要股東
目前，香港政府並無直接持有領展任何股份或基金單位，領展亦沒有任何主要或控股投資者。領展完全由香港以至世界各地的私人及機構投資者持有。
- 貝萊德（BlackRock Inc.）8.99%
- 美國資本集團（The Capital Group）7.03%
- 道富銀行（State Street）5.88%
- 荷蘭APG資產管理公司 5.37%

（截至2018年10月24日）

### 架構
現時領展的管理團隊包括：
主席兼獨立非執行董事
- 聶雅倫

行政總裁兼執行董事
- 王國龍

執行董事兼首席財務總裁
- 黃國祥

財務董事總經理
- 吳文強

首席法務總裁兼公司秘書
- 黃泰倫

首席投資總監（亞洲）
- 陳淑嫻

香港租賃董事總經理
- 霍業生

企業事務董事總經理
- 陳涓涓

資產管理董事總經理
- 范世牧

香港項目及營運董事總經理
- 黃漢強

香港物業及停車場管理董事總經理
- 黎漢明

香港項目及工程董事總經理
- 黃漢強

中國內地董事總經理
- 竺海群

商業董事總經理（新加坡）
- 李安妮

首席營運總裁（中國內地除外）
- 卓格理

## 歷史

### 上市
領展的資產是由香港房屋委員會（房委會）分拆其零售物業及停車場而來。房委會早年由於特區政府決定停售居屋，導致房委會面臨財政入不敷支，陷入困境，又加上2003年香港爆發嚴重急性呼吸系統綜合症（SARS），會影響公共設施衛生環境的惡劣問題。所以在2004年初房委會決定分拆其部分零售物業及停車場，將之證券化並成立領匯基金（現稱領展基金）於香港交易所上市，藉以籌集資金。就有關領展上市的決定，房屋及規劃地政局局長在傳媒答問環節中表示：「我們一向表示，我們是需要財政上的支持，令我們能夠繼續公屋建設計劃。」
2004年12月6日，領匯進行第一次招股，獲分配上市編號2382（第二次上市獲分配上市編號為0823，而原有獲分配的上市編號則分配予舜宇光學科技使用），單位的定價在10.5至10.8港元，集資250億元，並向散戶提供百分之三的折扣優惠。受惠於當時的低息環境，領匯第一次招股時吸引了51萬名散戶認購，涷結資金2800億元，超額認購130倍，打破11年前由駿威汽車創下的凍資紀錄，成為當時凍結資金最多的公司。
屋邨商場私有化引起公眾關注。由於公共屋邨商場為房委會主要的財政來源，公屋居民擔心屋邨商場私有化後，將使房委會唯一的盈利收入來源斷絕，最終導致公屋租金上升。此外，他們亦擔心屋邨商場私有化後以盈利為先，不再提供現有的廉價消費品，並認為房委會這行動違反《房屋條例 （页面存档备份，存于）》中，香港房屋委員會需確保為居民提供生活設施的規定。以活躍於前身為荃灣合一社區中心的老人權益中心、獨居在葵涌葵盛邨的長者盧少蘭為代表的公屋居民，在香港立法會議員鄭經翰、陳偉業等的支持下，於公開發售期間向高等法院提請司法覆核。期間房委會為求令領匯早日上市，曾要求法庭將盧少蘭本來28日的上訴期縮短到少於24小時。盧少蘭最終在無代表律師的情況下在上訴庭敗訴。但是由於終審法院沒有權力像高等法院的原訟庭及上訴庭縮短上訴期限，形成不明朗因素，加上房委會沒有在招股書中披露法律風險，受法律程序所礙，最終房委會宣佈擱置上市，未能成功套取資金。這導致2005年1月1日，投資領匯的小投資者在香港皇后像廣場舉行集會，抗議公屋居民被喻為「阻人發達」的行為。
另一方面，領匯事件亦引發香港對公共資產私有化的討論，2004年12月25日130名學者及民間人士聯合發表聖誕宣言，呼籲社會討論公產私有化，希望各界正視當下嚴峻的社會不公平及貧富分化問題。2004年12月30日，超過30個民間團體發出聯合聲明，反對公共資產私有化。
當時於立法會會議上房屋及規劃地政局局長孫明揚曾表示：「分拆出售計劃有充足的法理依據。房委會以及參與計劃的投資銀行和律師們，在籌備分拆出售的前期，做了大量小心論證工作，並取得本地和英國資深大律師的明確法律意見，認為房委會有權根據《房屋條例》分拆出售其商場和停車場設施。因此，並無需要修改法例，才推行計劃。事實上，自從二零零三年七月房委會公布分拆出售的決定以來，傳媒屢作廣泛報道，立法會房屋事務委員會亦多次討論而本會也曾於十二月一日作出冗長的休會辯論。一直以來，分拆出售計劃的法理依據，從未受到任何質疑。」
2005年7月，香港終審法院認為《房屋條例》只要求房委會「確保提供」商場及停車場等設施，並無必要擁有該等設施，判房委會勝訴。

### 再度上市
- 2005年11月14日，領匯再次公開招股，共發行19.25億基金單位，每手500個單位，連同經紀佣金等費用，入場費最多為4940港元。單位的定價在9.7至10.3港元，散戶獲5%折扣，即9.22至9.78港元。由於投資環境及利息與去年有別，領匯再次招股對公眾的吸引力，估計不如去年。同年11月25日領匯（港交所：0823）正式上市，當時財政司司長唐英年出席了上市儀式，領匯是首隻在香港上市的房地產信託基金及當年最大規模的私營化項目，從上市起，領匯管理的運作獨立於所有公營部門。[21]首日掛牌股價勁升，股價大漲14.56%至11.80港元，中午一度觸及11.85高位。

- 同年12月，領匯的單一最大股東是德意志銀行（22.47%），其次是TCI（18.35%）。香港股票市場當時揣測TCI購入領展基金單位的目的，可能會令領匯被狙擊，或試圖干預領展的營運決定。TCI最高峰時所持基金單位比重曾逼近兩成，一度為領匯單一最大股東，相隔約5年後所持單位已降至不足5%，根據香港上市公司法律，不須再披露其所持單位的水平。[22]

### 資產裝修
- 2006年，領匯為慈雲山中心及厚德商場（現稱TKO Gateway）原有吉舖進行資產裝修工程，為首兩項資產裝修工程。其後透過將商戶遷到其他區域、提早終止租約收回舖位等騰出空間，為部分商場進行更多工程。
- 2010年，領匯為大元街市進行裝修工程，為首個大翻新的街市。

##### 樂富廣場

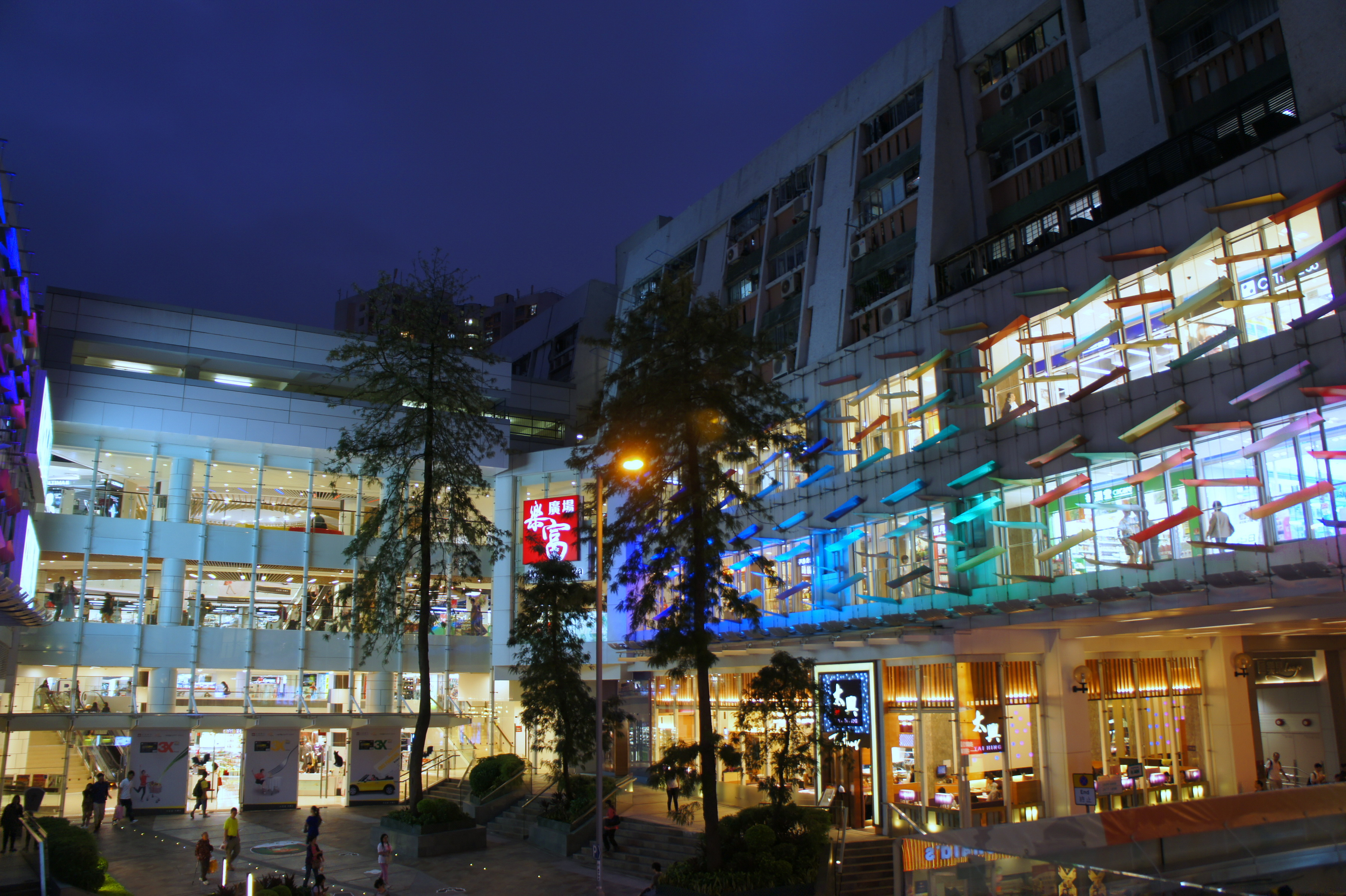
樂富廣場

樂富廣場位處橫頭磡樂富站上蓋，為其轄下旗艦物業。樂富廣場分A、B兩區，由頂層天橋連接。領匯於2010年完成翻新，重整商場內間隔及商戶組合、引進大型百貨公司——UNY生活創庫，並設有一個大型中庭，用以舉辦推廣活動。
- 2007年1月，領匯建議把位於樂富廣場第二期的吉之島百貨（現稱永旺百貨）遷往第一期，原有位置則會引入百貨公司UNY。

- 2008年9月，領匯宣佈UNY將會進駐樂富廣場第一期，而在樂富廣場第二期經營的吉之島將會結業並且進行改建工程，日後會作為零售及飲食設施。

- 2010年2月，屹立樂富近二十年的吉之島百貨結業。

- 2010年6月，UNY樂富分店正式開張。

- 2011年4月，樂富廣場完成工程重新開幕。

##### 赤柱廣場

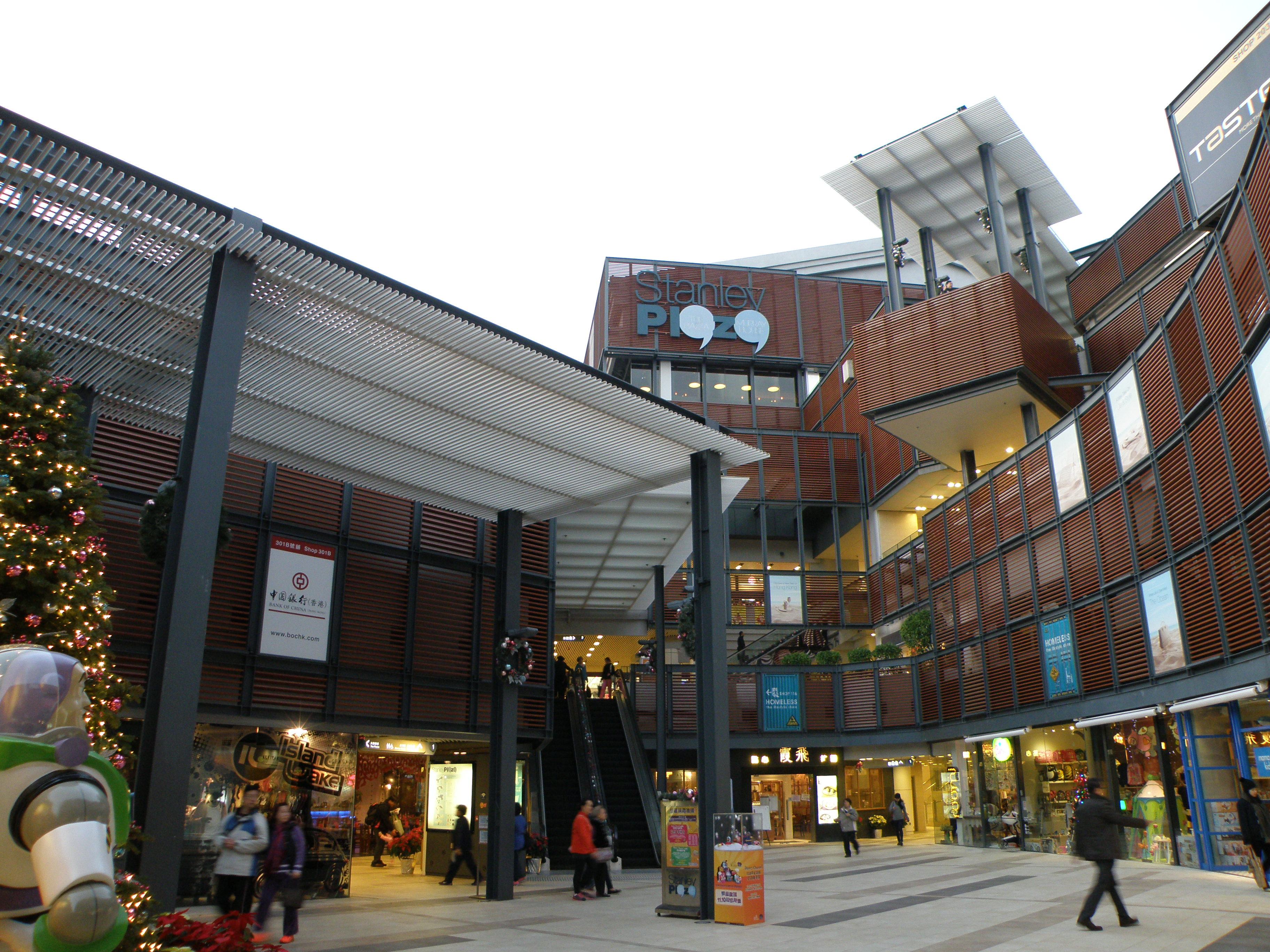
赤柱廣場

赤柱廣場位處赤柱海旁，鄰近著名的赤柱大街和歷史地標美利樓。赤柱廣場於1999年落成，領展覺得由於原有設計及佈局所限，物業翻新前未能有效利用場內各樓面及天然環境。於是於2011年11月完成投資額達2.27億港元的工程，以吸引香港居民及外地遊客。
赤柱廣場設置綠化天台，並使用風力發電街燈、節能LED燈及環保建築物料，2012年獲香港環保建築協會頒發最高「白金」評級。
赤柱廣場亦是香港首個寵物友好的購物商場，提供設施包括狗帶牽引位置、寵物及主人專用升降機等，方便竉物主人使用。2011年至2013年間，赤柱廣場與愛護動物協會合辦「海濱寵物嘉年華」，挑戰各項與狗隻相關的健力士世界紀錄。

### 收購資產
- 2011年7月11日，領匯董事會宣佈，南豐廣場商場部分之收購已根據買賣協議條款於成交。領匯以11億7,000萬港元向南豐集團收購將軍澳南豐廣場商場。南豐廣場商場樓面面積17.6萬方呎，共208個租戶，每月租金420萬元。

- 同年12月22日，領匯再宣佈以5.884億港元向信和置業收購將軍澳海悅豪園購物商場，樓面面積6.3萬方呎，每月租金230萬元，再次拓展於將軍澳的版圖。[24]

- 2014年8月18日，領匯宣佈以13.8億港元向嘉里建設收購黃大仙睦鄰街八號現崇山商場及停車場，總樓面面積約12.6萬方呎，截至2014年7月30日，該物業租用率約為84%，已承租36份租約及多份准用證，每月租金收入（不包括管理費，但包括停車場收入）約280萬元。

- 2016年2月19日，領展宣佈以59.1億港元投得政府產業署旗下旺角彌敦道700號旺角工業貿易署大樓99%業權，其餘1%業權由港鐵持有，用作地下鐵路通風塔口及旺角港鐵站的冷卻水系統用途，項目總面積約284,288方呎，以成交價計算，呎價20,789元。

- 2021年11月，仁孚行以售後租回的方式以58.2億港元出售兩幢停車場／汽車服務中心及倉庫物業的100%權益予領展，該兩項物業分別位於柴灣嘉業街60號及紅磡寶來街50號。[25]

#### 進軍中國大陸

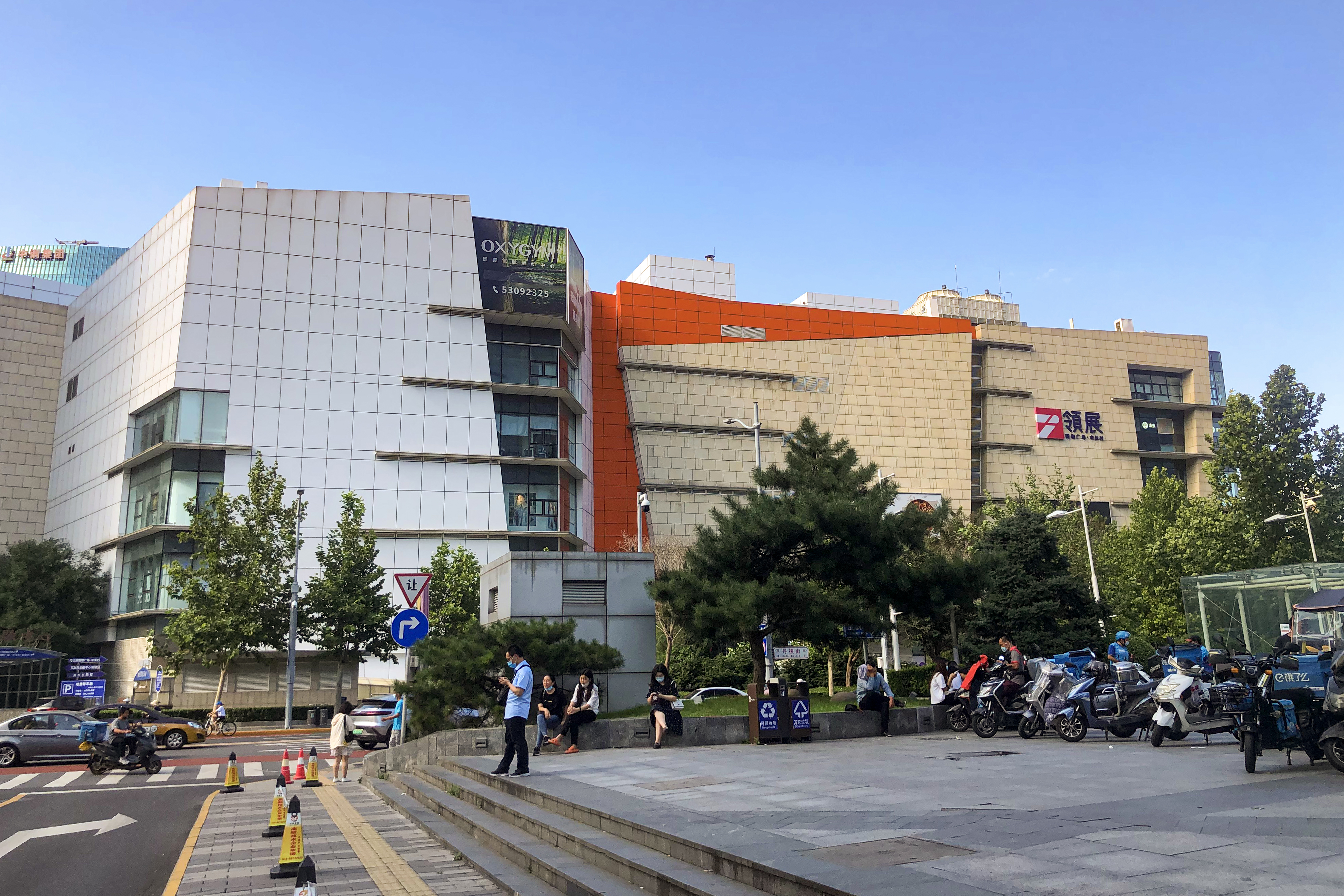
领展购物广场·中关村（原欧美汇购物中心）

- 2014年11月，領匯宣佈與內地發展商萬科企業簽訂無約束力意向書，計劃收購深圳龍崗萬科廣場80%權益[26][27][28]，惟有涉及境外機構收購境內機構資產，需得到有關部門審批，有關交易被多次延期後，已於2015年4月30日屆滿，雙方亦沒有再就有關收購再次延期[29]。

- 2015年3月24日，領匯以25億元人民幣，向滙貫南豐中國投資管理及Crown Investment全資收購位於北京中關村丹棱街的歐美匯購物中心（EC Mall）。歐美匯屬中檔消費商場，總樓面面積達7萬平方米，擁有七層逾5.5萬平方米的零售面積，停車場面積涉1.55萬平方米及251個車位，有關交易於同年4月1日成交[30][31]。

- 2015年7月23日，領匯宣佈以66億零86萬人民幣，向瑞安房地產收購上海黃浦區湖濱路202號、湖濱路222號及黃陂南路333號兩棟名為「企業天地1號」及「企業天地2號」之優質甲級辦公大樓，以及連接兩者的商業群樓及沿街商舖及停車場。

- 2017年4月9日，領展以40.65億人民幣，向基匯資本及摩根士丹利房地產基金組成的財團收購廣州市荔灣區黃沙大道8號西城都薈。該物業位處廣州市地下鐵路1號線和6號線黃沙站的交滙上蓋，總樓面面積為88,726平方米，物業租用率約為94.1%。

- 2018年11月26日，領展以25.6億人民幣（約28.9億元港幣）向ARA資產管理收購位于北京通州區梨園鎮九棵樹中街9號的京通羅斯福廣場100%權益，該物業零售總樓面面積約為67,546平方米，包括由地庫一層至六樓的商場，以及576個車位。於2018年10月31日，該物業零售租用率為96.2%，並已訂立268份零售租約，每月租金收入為人民幣1,030萬元。

- 於2018年11月，行政總裁王國龍表示，領展計劃將中國投資比例上限由12.5%提升至20%，而目前中國投資佔整體資產的8.2%。他解釋，因過去收購的中國物業的業績增長比香港的高，相信調整水平對未來發展有利。並指出領展於中國四個一線城市物色收購機會，目標仍是商場及甲級商廈。

- 2019年2月20日，領展以66億人民幣（約74億港元）向一名獨立私人投資者收購位於深圳福田中心區福華一路3號新怡景商業中心即深圳中心城商場100%權益，物業為樓高5層的購物商場，零售面積為903100平方呎(83899.72平方米)，並擁有741個泊車位，根據訂約方協定的估計經調整資產淨值，即負人民幣14.85億元，領展須支付的初步價格為51.1億元人民幣。

- 王國龍接受信報時透露，領展一直有留意大灣區內的收購機會，5年前進軍內地之初亦打算以深圳作首站，主因「廣東人消費、文化都較相似」。問到會否有意在大灣區「9+2」各城巿中均設有據點時，王國龍說，大灣區提倡的一小時生活圈，將令城市間往來更便捷，使消費人口更集中，「好多（消費者）都會返去廣州、深圳及香港。」故領展在大灣區內的發展，短期亦會先集中在香港、廣州及深圳。

- 2021年2月，領展以27.723億人民幣（約33.254億港元）收購上海七寶萬科廣場的50%權益。[32]同年4月，位于北京中关村、此前已被领展收购的欧美汇购物中心更名为“领展购物广场·中关村”[33]。

- 2021年6月4日，領展宣布以32.05億元人民幣收購廣州太陽新天地。[34]

- 2021年10月，領展以7.54億元人民幣收購分別位於東莞及佛山的兩個物流物業的75%權益。[35]

- 2022年5月，領展宣布以9.47億元人民幣收購三個位於浙江省嘉興市和江蘇省常熟市的物流物業。[36]

#### 進軍海外
- 2019年12月19日，領展宣佈以約6.83億澳元，相當於36.7億港元，向黑石集團收購位於澳大利亚悉尼100 Market Street的一幢，樓高10層，淨可供出租總面積28385平方米的甲級商廈，項目目前由三名租戶租用，分別為澳洲上市公司、聯邦政府機構及主權財富基金，平均租約期8.45年，每年淨收入2670萬澳元（1.43億港元）[37]。

- 2020年7月，領展宣佈以約3.8億英鎊，相當於37.685億港元，收購位於英國倫敦金絲雀碼頭寫字樓The Cabot，樓高17層，樓面面積481,605平方呎。[38]。

- 2021年11月，領展向新加坡政府投资公司收購澳洲悉尼維多利亞女王大廈、The Galeries和Strand Arcade三個商場50%權益，作價5.382億澳元。[39]

- 2022年2月10日，領展夥加拿大安大略省退休基金Oxford Properties組合資公司，共同持有Investa Gateway Office（IGO）旗下位於澳洲悉尼及墨爾本中央商務區的五項商廈物業（悉尼的126 Phillip Street、388 George Street、151 Clarence Street及347 Kent Street，以及墨爾本的567 Collins Street。）。領展5.96億澳元收購Investa Gateway Office（IGO）的49.9%權益，並有項目優先購買權。[40]

- 2022年12月，領展以21.61億新加坡元收購新加坡商場裕廊坊及Swing By@Thomson Plaza權益。[41]

### 出售資產
- 2014年5月20日，領匯透過招標形式，出售旗下五個商場，包括：深水埗寶熙苑商場、筲箕灣東熹苑商舖與停車場、香港仔華貴商場、葵涌葵興商場及藍田興田商場。同年5月，資深投資者林子峰分別以7,290萬元、5.18億元及2.1億元購入東熹苑商舖與停車場、華貴商場及興田商場；「小巴大王」馬亞木則以4.38億元購入葵興商場。其中寶熙苑商場的招標共收到13份標書，但因領匯認為投資者出價未反映商場的增長潛力而收回[42]。

- 2014年9月29日，領匯透過招標形式，以17.1616億元出售旗下五個商場，包括：彩輝邨商舖與停車場、彩霞邨商舖與停車場、兆麟商場、天平商場及翠林商場，物業於2014年12月1日成交。林子峰與陳秉志分別以6.5億、5.4388億元及3.18億元購入將軍澳翠林商場、上水天平商場及屯門兆麟商場。

- 2015年10月27日，領展透過招標形式，以17.16億元出售旗下五個商場，包括：峰華邨商舖與停車場、嘉福商場、兆安苑商舖與停車場、廣田商場及田灣商場，物業於2015年12月31日成交。馬亞木以5.88億元購入嘉福商場；友文投資有限公司的譚繼等人透過友文投資有限公司以4.07億元購入廣田商場；中國佛山發展商順聯集團的陳錦泰透過傑熙投資有限公司以4.86億元購入田灣商場[43]；林子峰以1.1億元購入峰華邨商舖與停車場；明興水務執行董事、副主席兼行政總裁原偉強以1.25億元購入兆安苑商舖與停車場。

- 2016年3月31日，領展透過招標形式，以16.903億元出售旗下兩個商場，包括：大埔運頭塘商場及葵涌石蔭商場，物業於2016年5月31日成交。馬亞木透過人人汽車有限公司以8.8億元購入石蔭商場；林子峰透過駿昇投資（香港）有限公司以8.103億元購入大埔運頭塘商場。

- 2016年4月11日，領展透過招標形式，以19.62億元出售旗下七個商場，包括：屯門寶田商場、柴灣興民商場、黃大仙天馬苑商場、大圍美松苑商舖與停車場、大埔寶雅苑商舖與停車場、粉嶺欣盛苑商舖與停車場及馬鞍山錦英苑商場，物業於2016年5月31日成交。盈信控股透過紳榮有限公司以4.71億元及3.08億元購入馬鞍山錦英苑商場及天馬苑商場；董輝記木業以3.3億元購入粉嶺欣盛苑商舖與停車場及大埔寶雅苑商舖與停車場；科達地產主席湯君明以4.378億元購入屯門寶田商場，順聯集團以2.08億元購入柴灣興民商場；宏揚投資以2.04134億元購入美松苑商鋪與停車場。

- 2016年12月16日，領展透過招標形式，以36.4億元出售旗下五個商場，包括：青衣長康商場、葵涌安蔭商場、荃灣石圍角商場、沙田穗禾苑商場及大圍新田圍商場，物業於2017年2月14日成交。鄧成波透過菜根香集團以5.628億元購入葵涌安蔭商場、透過東東控股有限公司以7.33億元購入荃灣石圍角商場；林子峰透過億德企業（香港）有限公司以11.5億元購入青衣長康商場；順聯集團以4.61億元購入新田圍商場；英皇國際以7.288億港元購入沙田穗禾苑商場。

- 2017年11月28日，領展透過招標形式，以230億港元出售旗下17個商場，包括：黃大仙現崇山商場、慈正商場、九龍灣啟業商場、觀塘順天商場、長沙灣麗閣商場、李鄭屋商場、葵涌石籬商場、葵盛東商場、葵芳廣場、大窩口商場、粉嶺雍盛商場、青衣長亨商場、青衣商場、馬鞍山利安商場、錦泰商場及屯門安定邨與友愛邨的H.A.N.D.S予基滙資本、高盛、阿布扎比投資局及長城基金合組的財團。項目涉及總樓面面積達220萬呎，合共8,000個車位，成為領展上市以來最大規模出售資產交易，於2018年2月28日成交[44]。多名立法會議員批評領展「有錢賺盡」及感到無奈，擔心此舉動趕走小商戶、商場清潔質素下降及令民生設施變為炒賣工具，對市民生活帶來影響[45]；同日起，長城環亞控股全資附屬公司GWPA Property將於合營投資項目注資最多31.92億港元，認購合營公司A類股份29.9%，合營公司為合營集團的控股公司，組合資產包括領展早前宣布出售的旗下17個商業物業及購物中心，待完成合營投資後，其股權將分別為高盛旗下Broad Street Investments Holding (Singapore) Pte. Ltd持有18.3%及Garden CruzLimited 51.8%。完成交易後，領展有約九成資產位於香港，約一成位於中國內地，投資組合總值將約1,750億元，滙豐、瑞銀及戴德梁行為領展的策略性評估與物業出售的顧問。今次出售資產所得收益，將用於香港與中國內地一線城市的新投資機會及償還債務、基金單位回購等一般營運資金用途。

- 2018年12月12日，領展透過招標形式，以120.1億港元出售旗下12個商場，包括：屯門山景商場、粉嶺華明商場、鴨脷洲利東商場、鴨脷洲邨商舖與停車場、沙田秦石商場、寶琳景林商場、坑口明德商場、粉嶺華心商場、橫頭磡宏暉中心、屯門兆禧苑商場、長沙灣幸福商場及上水太平邨商舖與停車場予基滙資本為首的財團。項目涉及總樓面面積達57.8625萬方呎，合共4,789個車位。

### 物業發展
- 2015年1月15日，領展召開基金單位持有人特別大會，獲基金單位持有人通過數項決議，容許領展從事物業發展及相關活動，惟該等活動之總投資上限定於物業組合資產總值的10%。

- 2015年1月27日，即獲股東批准進行物業發展的12日後，領展與南豐合組的財團Century Land Investment Limited，以58.6億元，奪得觀塘鴻業街、偉業街、順業街與海濱道交界的新九龍內地段第6512號商業用地。該地盤面積約為6,843平方米(73,658平方呎)，指定作非工業用途，按最高樓面面積82,116平方米(883,897平方呎)計算，平均呎價約為6,630元。領展於項目中佔比為六成，南豐則佔四成，地皮將發展成商場及寫字樓項目。領展表示將會長期持有作收租用途，並不打算拆售或全幢出售。該大廈現已發展為海濱匯，部分樓面由領展自用作總部。

- 2015年6月，領展連同永泰地產入標競投日出康城第7期，是領匯首次入標競投港鐵項目，[46]但最後由會德豐地產投得。

- 2021年5月，領展獨資入標競投銅鑼灣加路連山道商業地皮[47]，但最後由希慎興業投得。

### 總部被佔領
領展多年的拆售動作，終引致社會極大反彈。2016年4月28日，大批民主派議員及幹事佔領領展總部，幾乎所有民主派政黨都有派代表參與，在門口張貼「領展奸商去死吧」。領展為了防止混亂發生並影響運作，要求法庭頒下禁制令，禁制各被告於未經許可下，進入或佔據領展觀塘總部辦公室所在的安盛金融大樓指定4個樓層的範圍，以及不得以示威及高叫口號等方式，妨礙或騷擾原告及其租客「安靜享用」安盛金融大樓指定樓層及樂富商場。當日收市，領展股價下挫3毫。

## 現況
2006年，已經上市的領匯對旗下商場及車位大幅加租，甚至對一些小商戶不再續約，引來只租給連鎖企業的指控。而且更鬧出把旗下商場內的醫生集中到一地計劃的傳聞。將軍澳厚德邨街市因維修外判商的失誤而引致火災一發不可收拾，兩個多月也未能完全修好，引致街市內商戶損失慘重。
2008年，多個領匯轄下屋邨街市因抗議領匯遲遲未與承包商商討續約或大幅加租而罷市。
2009年6月領匯公佈全年業績前，現有178個停車場外判管理合約於2009年7月中屆滿，新合約生效後，每日工時由8小時增至12小時，時薪由原來28元減至約23元。工聯會斥領匯「減薪、裁員、加工時，所有無良老闆所做的都做齊」。 此外，部份停車場員工2009年7月中後不再受聘。涉及的停車場包括屯門、天水圍、將軍澳、深水埗、大埔等。每個場地平均裁減半數員工，其中一個場地原有15名護衛員，減至只有3人，估計總共有百多名員工被裁減。
職工盟屬會香港物業管理及保安職工總會於2009年6月26日發動受影響保安員進行罷工，並成功迫使領匯承諾與工會進行談判。與此同時，香港物業管理及保安職工總會又呼籲使用領匯停車場的車主聯署支持工會的訴求，並繼續鼓勵工友在停車場範圍張貼抗議標語。
在領匯大幅加租引起民間不滿後，房屋委員會終止原有把新建成商場售予領匯的計劃，而房屋署於2010年建議重新設立商業樓宇科管理新商場。
2013年12月，領匯與國內龍頭發展商萬科簽訂戰略合作意向書，計劃進軍中國零售物業市場。2014年2月舉行股東特別大會，提出擴大投資地域至珠江三角洲的建議獲得通過，意味領匯可正式向內地進發。根據意向書，領匯及萬科會研究在內地進行各種戰略合作模式的可行性，並且尋找內地零售物業的投資機會，而理想的投資物業應地處內地人口稠密的社區，且位於重要交通樞紐上，並能為周邊地區的居民提供一站式購物體驗。領匯行政總裁王國龍表示，「相信是次與萬科的合作，可以締造協同效應，為領匯持份者帶來更大價值」。
2015年3月，領匯以25億元人民幣收購北京中關村商場EC Mall「歐美匯」，預計4月1日完成交易，將透過現金或/及發債支付。
2015年5月，領匯放棄收購萬科（02202.HK）旗下龍崗萬科廣場。
2015年7月，瑞安房地產（00272.HK）宣布，向領匯（00823.HK）旗下全資附屬 Capital Gainer，出售 Brixworth International Limited（間接擁有位於中國上海企業天地1期及2期物業）之全部已發行股本訂立買賣協議，而訂約方已估計最終代價將為66.26億元人民幣。
由於「領匯」一名已被人搶先在中國大陸註冊，為配合中國大陸業務發展，領匯房地產投資信託基金於2015年8月19日易名為「領展房地產投資信託基金」（簡稱「領展」），英文名則更改為「Link Real Estate Investment Trust」。
2016年2月，領展首度染指寫字樓市場。

基金更名前的「領匯」標誌

領展於2016年7月14日發行首個亞洲房地產企業綠色債券。首批5億美元綠色債券，年期10年，息率固定，定價為2.875%。集資所得，大部分會投放在九龍灣商業發展項目的冷氣及照明系統。債券於7月22日在港交所掛牌。
現任董事會主席聶雅倫（Nicholas Charles Allen）於2016年4月1日起接替第二任主席蘇兆明（首任主席為鄭明訓）。現任領展行政總裁王國龍（George Kwok Lung HONGCHOY）於2009年加入。至2019年3月31日投資物業組合之估值達2184.96億港元，其零售設施以提供附近居民日常所需為主。2014年，領展晉身為恒生指數成份股，並於2015年獲納入恒生綜合大型股指數成份股。於2016年7月，領展發行了首批綠色債券。該批2026年到期的五億美元定息債券，息率為2.875%，為香港企業取得最低息率之一。此債券分別獲穆迪及標準普爾評為「A2」及「A」級別。
於2018年3月31日，領展的員工數目為955人。董事會成員男女比例分別為66.7%及33.3%，另外高級管理人員的男女比例分別為60%及40%。根據社商賢匯2018年3月發表的香港企業女性董事概況報告，領展為女性董事比例第二高的香港藍籌公司。
於2015年1月，領展及南豐發展組成的合營公司，成功投得觀塘商業用地，將發展成甲級寫字樓商業綜合項目，包括兩棟辦公大樓，及其內之零售設施以及停車場，該項目為領展首個物業發展項目，亦為首個辦公室物業項目，2017年6月5日該項目命名為「海濱匯」（The Quayside），預計2019年落成。另外，領展於2016年斥59.1億元投得的旺角彌敦道700號，標誌領展首個香港核心商區商業項目；項目於2018年6月開業，商場定名為T.O.P This is Our Place。
領展近年進軍內地，於2015年4月收購北京歐美匯購物中心，標誌領展進軍內地，並於同年8月收購領展企業廣場，成為領展旗下首項內地辦公室物業投資。其後於2017年5月收購西城都薈廣場，為領展於廣州的首項投資。於2018年11月26日宣佈以25.6億元人幣（約28.9億元港幣）購入位於北京通州區的京通羅斯福廣場100%權益，為集團旗下於北京的第二個及内地一線城市的第四個收購項目。於2019年3月8日領展（0823）宣布發行綠色可轉換債券，息率初步範圍為0.8厘至1.6厘，集資金額50億元，是次綠色可轉換債券的發行為全球房地產行業及香港上市企業首例。發債的所得款項淨額將用於這綠色融資框架下，現有及日後合資格的綠色項目。
另外，於2019年12月，領展宣佈在香港及中國以外的首項收購，宣佈以約6.83億澳元，相當於36.7億港元，向黑石集團收購位於澳州悉尼100 Market Street的一幢，樓高10層，淨可供出租總面積28385平方米的甲級商廈，項目目前由三名租戶租用，分別為澳洲上市公司、聯邦政府機構及主權財富基金。2020年7月，領展首次進軍歐洲，宣布收購位於倫敦金絲雀碼頭的辦公室物業「The Cabot」，總代價約3.714億英鎊（相等於約36.832億港元），議定物業價值為3.8億英鎊（約37.685億港元），按物業估值折讓約0.4%。

### 機構評級
2019年惠譽首次給予領展（0823.HK）長期發行人違約評級及優先無擔保債務評級，兩者同為「A」級，展望為穩定。另外，穆迪及標準普爾亦分別給予領展“A2”發行人評級及“A”評級。

### 供股集資
2023年2月10日，領展公布為“償還目前債務、探索投資機遇和用作一般營運資本”為由，以5供1形式供股集資約188億元，每個供股基金單位價格44.2元，較停牌前價格62.8港元折讓29.6%。有關消息公佈後，引起不少小股民不滿要「籌旗」。而復牌後股價大跌16.4%，沽空股份增至894.18萬股，是過去8年錄得沽空股數最多的一天。多家大行亦紛紛出手調低該股投資評級，認為負面反應會持續。

## 對香港社會的負面影響
領展街市及熟食檔位在2012 - 13年度（截至2012年9月）的平均月租為每平方呎67.3港元；相若時期香港房屋委員會街市的平均月租為每呎約37港元，熟食檔位約24港元；而食物環境衛生署街市轄下街市攤檔的平均月租為每呎31港元，熟食市場為30.9港元。
張超雄於2012年11月21日在立法會發言時批評：「領匯與壟斷、通脹和貧窮均有莫大關係。大家想起領匯，便會想起它不斷加租……商鋪若要續租，便要付出更高的成本，必然會將成本轉嫁顧客，造成通脹。而且，迫走小商戶，引入大財團。小商戶無生意可做，便會走向貧窮。公共屋邨的居民面對加租、加價，導致他們更貧窮。現今領匯對很多基層市民，尤其是很多居於公屋的老弱和貧窮市民，造成很大困擾。」馮檢基議員批評：「多年來，我們看到領匯公司用多種高壓手段管理商業設施，不但迫令商戶搬遷和裝修、迫小商戶結業，更藉重組商場的行業組合，引入大型連鎖店，扼殺小商戶的生存空間。」
特區政府把大量公屋街市出售予領匯，被指造成基層市民創業更加困難，「領展街市勢將成為社會矛盾的焦點」。《東方日報》有文章指出：「領展幾乎壟斷了公共屋邨的商場及街市，居民無從選擇，只能任人宰割，那些靠綜援生活的居民更是苦不堪言。」「羊毛出自羊身上，領展唯利是圖，屋邨居民成為最大受害者。」領展的所作所為被指「已經到了民怨沸騰的地步」，特區政府被批評對於領展造成的問題束手無策。
財經界人士周顯更指領展「在瘋狂加租的過程中，引來了不少社會悲劇」，指沙田禾輋邨、瀝源邨、沙角邨及新翠邨等屋邨商場後，月租由上升一倍有多至超過10萬元，不少邨內多間20-30年歷史的商店被迫結業。其總結為「換言之，問題的根本，是這十幾年來，政府所批出的商業用地嚴重不足，不單是屋邨的商場和停車場不足，而是整個香港，都飽受到租金上升，迫死租戶的煎熬，所以，問題也不單單是「領展」，而是整個香港，民粹太多，愚民太多，和地產霸權勾結的政客也太多，把視線轉移了，市民也渾然不覺。」

2017年當選行政長官的林鄭月娥據報在2016年曾私下稱領展是香港民生議題的「三座大山」之一。她於2017年12月承認「面對領展問題感到『有少少束手無策』」。其後，林鄭月娥於2018年7月12日出席立法會答問大會時又表示：「我無意在此維護領展的營商手段，但事實上我親自考察過一些領展商場或街市，亦訪問過一些居民，不是一面倒，全部都是用你剛才用那種形容詞，說壓榨居民，有些居民亦覺得在營運上有所改善，所以現在對着一個商業機構、商業運作，我們都要尊重這個精神。」反映在領展一事，社會上也有正反的聲音，而非政界人士一面倒的意見。

### 地區影響

#### 天水圍

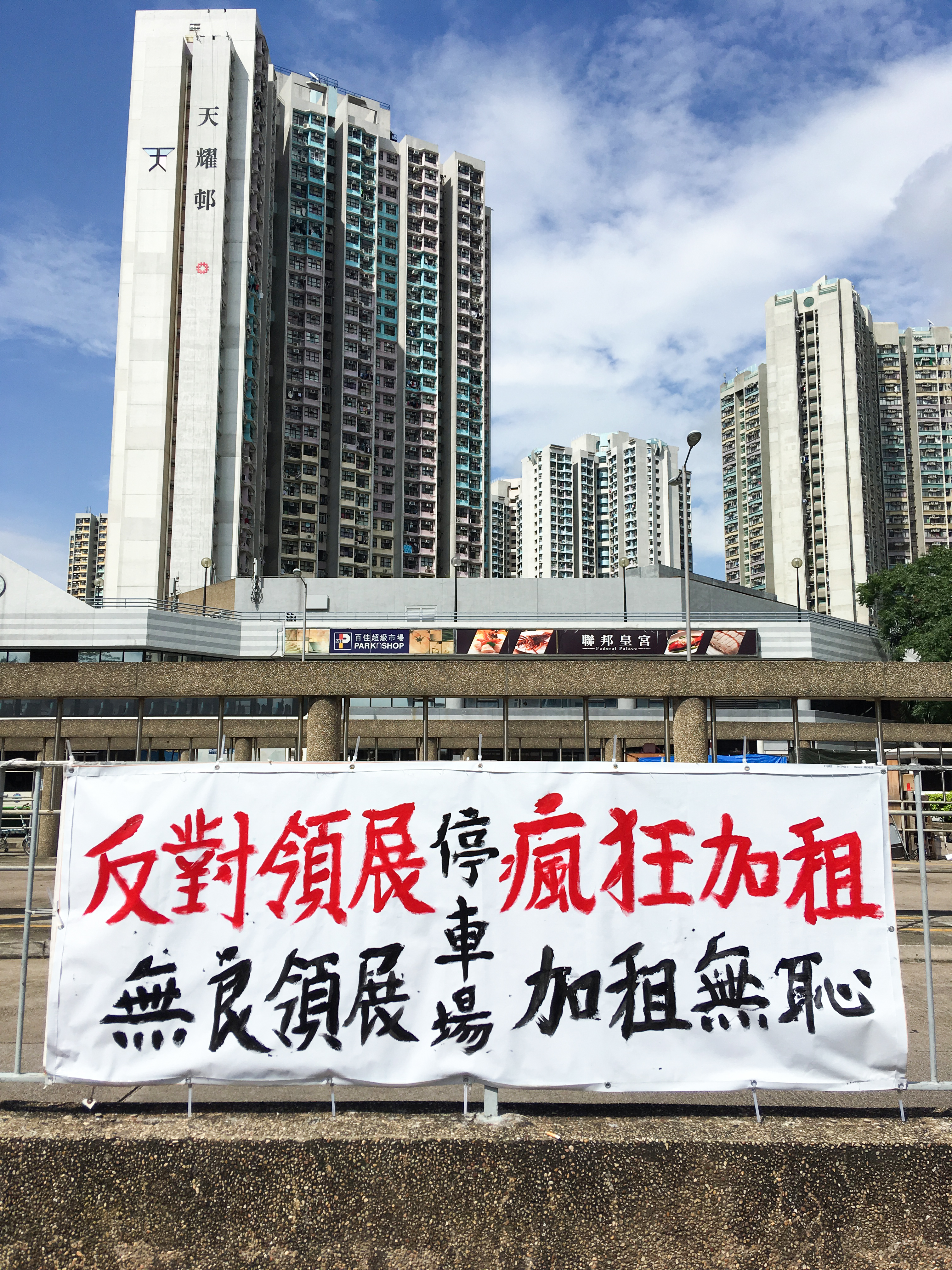
天水圍區內有居民擺放反對領展的橫額

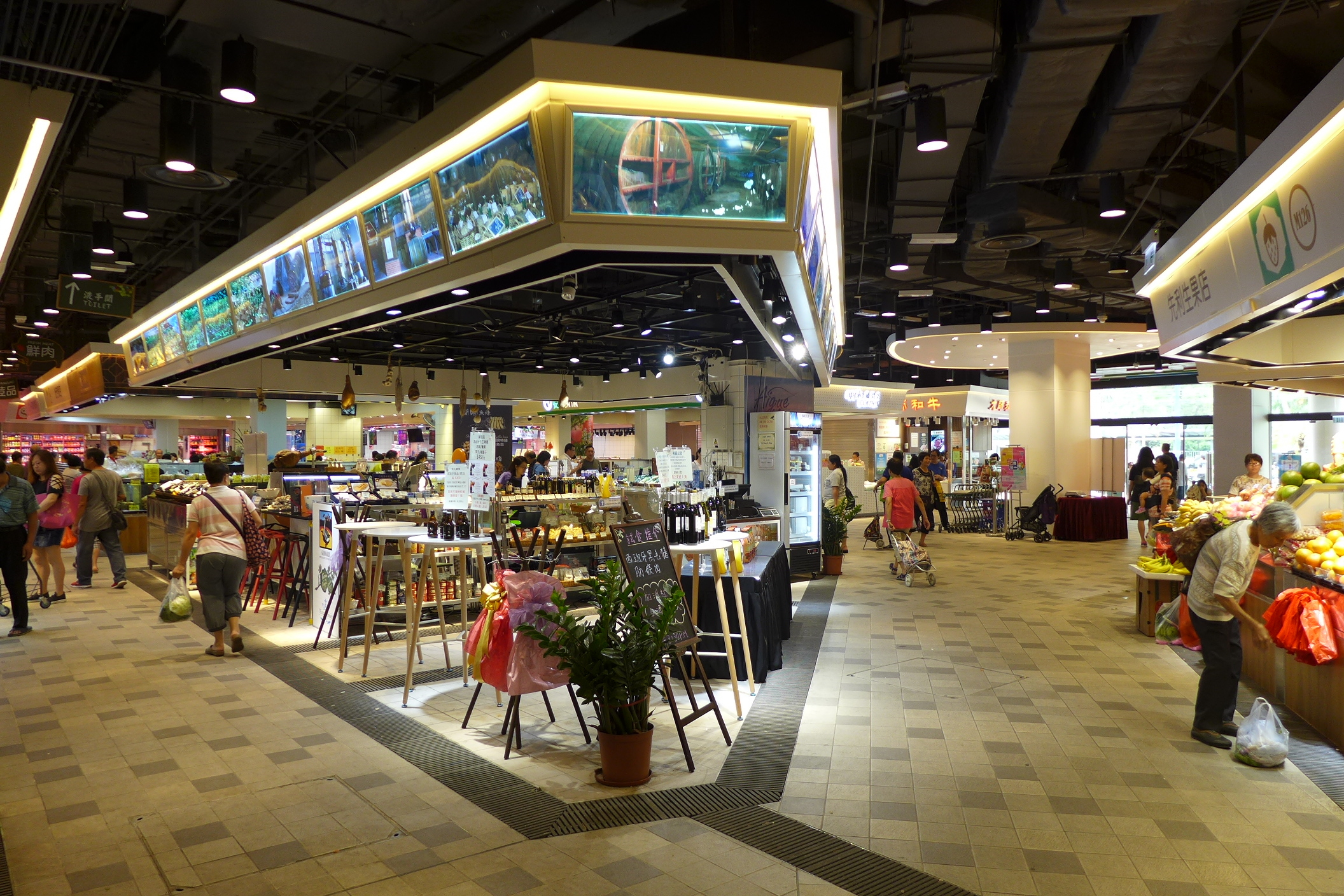
天水圍天盛苑內的天盛街市走高檔路線，賣生蠔及西班牙火腿特色食物，被指產品「離地」，加上餸菜價格高昂，未符合居民需要

天水圍新市鎮的主要購物點大多數是領展物業，並无公共街市。
2012年工黨在天水圍的一個調查指有超過7成受訪者表示天水圍物價昂貴，而當中有7成人表示領展的高租金是主要原因。由於鄰近的元朗區物價較廉宜，不少天水圍居民寧願到元朗購物以節省開支。其它團體在2011年進行的調查亦指領展不斷加租是天水圍物價高昂的主要原因。
領展於2016年2月關閉天耀街市，改建為商場，附近居民如需光顧街市則需要改往更遠的天盛街市或其它地方，引起一些地區團體批評「嚴重影響居民日常生活」。天盛街市在改裝後，其內店舖物價上漲，也引起居民不滿。
2016年5月，有調查顯示，有85.4%區內居民會跨區至屯門、元朗，甚至北上深圳東門、蛇口、落馬洲等地買餸。即使地區人士多年來爭取在天水圍開設食環署街市，但政府卻一直未有正視。。最終促成政府興建食環署街市，選址在天水圍站對出的馬路上空，而位於天秀路的臨時街市天幕街市亦已於2020年12月開業。

#### 東涌
東涌同樣沒有公共街市（東涌迎東邨及滿東邨的屋邨商場設有街市，惟其位置較為偏遠，且規模不大）。
香港工會聯合會在2014年6月公佈的一個調查指在東涌逸東邨街市購買「兩餸一湯」食材的價格是該調查中各區街市最高者。工聯會立法會議員麥美娟認為東涌所有公屋商場和街市屬於領展，缺乏競爭引致食物價格上升。

#### 黃大仙
2016年領展出售天馬苑商場後，一些居民批評新業主對商場管理較領展差，縮減清潔人手更引致鼠患曱甴問題惡化，花槽亦沒有人淋水。

#### 觀塘
自2014年9月領展成功出售彩霞邨商場予大富基業後後，邨內出現種種管理問題，如嘗試向社福機構租戶徵收管理費。2016年10月，彩霞邨部份停車場亦改變用途作安老院之用。同時，一些居民亦表示停車場車位除了加租外，亦取消固定車位，逼使住戶與時租車位人士爭用車位。2018年領展轄下的觀塘曉麗苑固定車位由月租3380元加至3800元，加幅達12.4%，高於房委會轄下停車場今年平均6%的加幅。而曉麗苑加價後的車位月租金，比太古城住戶於商場的固定車位月租3580元更高。

#### 南區

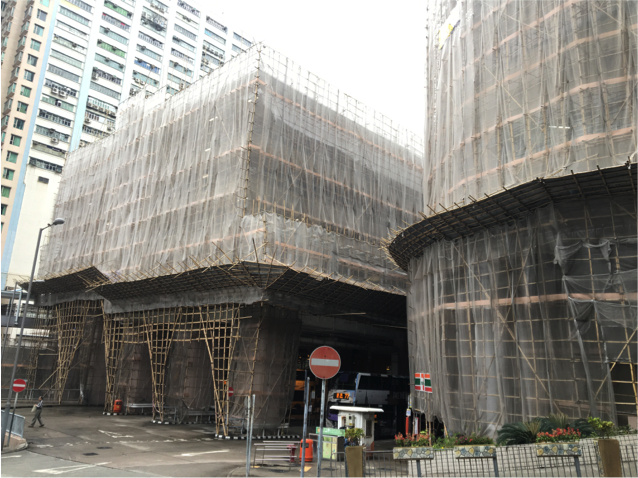
被圍封的田灣商場

田灣邨商場自2015年售予傑熙集團後，商場陸續被圍封，即使2017年4月向地政總署申請改變用途開辦Nord Anglia International School國際學校被拒後，學校表示會繼續磋商。由於商場一直被圍封，區內於2017年只剩下一間惠康超級市場，嚴重影響區內市民的選擇。

### 土地契約問題

#### 停車場加租與違法出租
領展出售物業亦帶動停車場加租，以安蔭邨停車場為例，有「舖王」之稱的新業主鄧成波把停車場時租加價近四成半（平日11元或假日13元加至劃一16元），月租亦由2,680元加至2,900元。。另外，資深投資者林子峰購入的東熹苑及華貴邨商場的車位更被拆售，單個車位以高達150萬元出售。部分拆售的車位更被發現違反地契，由非屋苑居民使用。然而，領匯監察亦關注拆售車位引伸出的維修保養等的權責問題。

#### 「阻礙」公屋重建
由於領展的前身領匯上市的原因，純綷是為缺錢的房委會解困，事前沒有太多詳細研究，包括自計劃上市至後上市後，不少屬於地契的法律條文詮釋沒有多大的關注，直至香港房屋委員會在2014年2月的一份文件指出：「已拆售屋邨乃領匯及房委會共同擁有業權的，故此我們需要得到領匯的同意，一起檢討相關的法例、地契、公契及業權等問題，擬定一套領匯及房委會皆能接受的重建模式，然後才可推展重建。」這意味特區政府如果打算重建其範圍內有領展物業的舊屋邨，必須取得領展同意才可以進行，而領展或會透過其業權份數影響重建計劃的設計，甚至可能要求房委會需先收購其業權份數。

#### 逃避居屋的管理和維修費責任
傳真社揭發領展並無依照2005年與房委會簽訂的《買賣協議》攤分23個居屋公用地方的管理和維修費，令屋苑業主白白多付千萬元維修費。僅有3個屋苑知悉此條款，與領展按比率分攤相關費用。房委會沒有履行執行人責任，採取監察措施，監督領展遵守協議。

### 食環署食品零售價格調查
以上調查的結果卻與政府委託顧問調查公司的報告有很大的差異。食環署在 2016 年進行了一項調查，搜集其轄下街市（食環街市）的食品零售價格，並與其他主要零售渠道的食品零售價格作出比較，調查報告指出「領展街市沒有食品的價格為最高」，以及「領展街市有17 種食品的價格較食環街市及超市低」。

## 外部連結
- 領展資產管理有限公司官方網站 （页面存档备份，存于）
- 領展資產提升項目 （页面存档备份，存于）
- 領匯監察網頁 （页面存档备份，存于）
- 香港房屋委員會分拆出售設施後公共屋邨零售及停車場設施的提供及管理 （页面存档备份，存于）
- 鏗鏘集：一紙之諾 （页面存档备份，存于）